# Appenweier
Appenweier là một đô thị ở huyện Orteanu, bang Baden-Württemberg, Đức. Đô thị này có diện tích 38,03 km2, dân số cuối năm 2006 là 9722 người.